# Argila expandida
L'argila expandida és un material argilós, que té la facultat d'incorporar molècules d'aigua a l'interior de les làmines que formen la seva estructura cristal·lina. Aquest procés s'anomena hidratació. El fenomen provoca un augment de volum i planteja importants problemes a l'hora de fer-la servir per a la construcció d'edificis o carreteres, ja que el seu volum varia segons la quantitat d'aigua que conté, i per tant, depèn de les condicions climàtiques.